# ケープオブグッドホープ
ケープオブグッドホープ（Cape of Good Hope、好望角）は、香港の競走馬。短距離戦でタフな活躍を見せ、2005年にはオーストラリアとイギリスの2か国でG1競走を制しグローバル・スプリント・チャレンジの初代優勝馬に輝いた。馬名ケープオブグッドホープは喜望峰の英語名。

## 戦績
生まれはイギリスで、1歳時にドンカスターのセントレジャー・イヤリングセールに上場され、同国の調教師デビッド・エルスワースに2万5000ギニー（約500万円）で購入された。エルスワースの管理馬として2001年4月にデビューし、イギリスで3戦1勝の成績を残した後、トレードされ香港のデビッド・オートン厩舎に移籍。香港での初出走は2002年2月で、2戦目で移籍後初勝利を挙げた。直後の香港ダービー（香港G1）では最下位14着に大敗したものの、1走を挟んだのち1000メートル戦で3連勝、11月のインターナショナルスプリントトライアル（香港G3）で2着に入り短距離馬として頭角を現し始める。年末の香港スプリント (G1) は9着に敗れたが、翌2003年の香港短距離三冠では第1戦ボーヒニアスプリントトロフィー（香港G1）5着、第2戦センテナリースプリントカップ（同）4着、第3戦チェアマンズスプリントプライズ（同）で短頭差の2着といずれも上位に食い込んでいる（優勝は3戦ともグランドデライト）。
2003/2004年シーズンもスプリント戦を中心に出走するが、サイレントウィットネスという絶対的な存在の登場もあり、善戦はするものの勝ち切れないレースが続く。2003年の香港スプリントではサイレントウィットネスの前に3着、翌年の香港短距離三冠でも3戦全てで同馬の後塵を拝し3着、2着、2着に終わった。この後イギリス遠征を敢行、ロイヤルアスコット開催初日のキングズスタンドステークス (G2) で2着に入ると、4日後の同開催最終日のゴールデンジュビリーステークス (G1) で3着、その3週間後にはジュライカップ (G1) に出走し4着。さらに10月には日本のスプリンターズステークス (GI) に遠征して3着と、やはり勝ち切れないまでも国を問わない安定感を示した。その後は地元香港でインターナショナルスプリントトライアルから香港スプリントのローテーションを歩んだが、共にサイレントウィットネスに完敗し4着、2着だった。
年が明けて2005年になると、陣営はこの年より創設されたグローバル・スプリント・チャレンジ（以下GSC）に目標を定める。まずは最初の舞台であるオーストラリアに遠征し、シリーズ初戦のライトニングステークス (G1) 3着を経て、第2戦のオーストラリアステークス (G1) で2着に1馬身3/4差をつける完勝。2002年10月以来となる久々の勝利を挙げるとともに重賞初制覇にしてG1初制覇を果たした。香港調教馬による香港外での国際G1勝利は史上初の快挙であった。この後香港へ戻り、オーストラリアステークスからわずか8日後のセンテナリースプリントカップに出走したが5着に敗れ、次走チェアマンズスプリントプライズでも3着。どちらも優勝馬はサイレントウィットネスで、香港の短距離路線では依然として同馬が圧倒的な強さを発揮していた。しかしその後、前年同様イギリスに遠征するとGSC第3戦のキングズスタンドステークスで4着に入り、続く第4戦ゴールデンジュビリーステークスでは叩き合いをアタマ差制して二つ目のG1タイトルを獲得した。また、この勝利によりGSCのシリーズ総合優勝が確定した。2004/2005年シーズンの香港ジョッキークラブの年度表彰では、一連の活躍を評価され特別賞を受賞している。
ゴールデンジュビリーステークスの後は休養を挟み、GSC最終戦・スプリンターズステークスにシリーズ王者として臨んだが、11着とよもやの惨敗を喫した。優勝馬は同じく香港から遠征したサイレントウィットネスであった（同馬との対戦はこれが最後になったが、共に走った11戦中1回も先着することができなかった）。この後はオーストラリアへと遠征を行い、2戦して共に3着という結果を残し香港に戻る。4年連続の出走となった香港スプリントでは、サイレントウィットネスが回避していたこともあって1番人気に推されたものの5着に敗れた。
2006年にはGSCの第1戦ライトニングステークスに前年に続いて参戦しテイクオーバーターゲットの3着に入ったが、左前脚の靭帯を痛めたため次走に予定していたオーストラリアステークスを回避。当初は軽症と見られていたが、この故障が長引いたことから年齢も考慮され現役引退が決定した。同年7月2日のシーズン最終日にシャティン競馬場で引退式が行われた。

### 年度別競走成績
- 2001年（3戦1勝） ※香港移籍前
- 2001/2002年（5戦2勝）
- 2002/2003年（10戦2勝）
  - 2着 - チェアマンズスプリントプライズ（香港ローカルG1）
- 2003/2004年（12戦0勝）
  - 2着 - センテナリースプリントカップ、チェアマンズスプリントプライズ（以上香港ローカルG1）、キングズスタンドステークス（英G2）
  - 3着 - 香港スプリント（香G1）、ボーヒニアスプリントトロフィー（香港ローカルG1）、ゴールデンジュビリーステークス（英G1）
- 2004/2005年（9戦2勝） 香港年度表彰特別賞
  - 1着 - オーストラリアステークス（豪G1）、ゴールデンジュビリーステークス（英G1）
  - 2着 - 香港スプリント（香G1）
  - 3着 - スプリンターズステークス（日GI）、ライトニングステークス（豪G1）、チェアマンズスプリントプライズ（香港ローカルG1）
- 2005/2006年（5戦0勝）
  - 3着 - サリンジャーステークス（豪G1）、ジ・エイジクラシック（豪G2）、ライトニングステークス（豪G1）

通算44戦7勝（2着7回、3着10回）

## 血統表
| ケープオブグッドホープの血統（クラリオン系（トウルビヨン系） / アウトブリード） | ケープオブグッドホープの血統（クラリオン系（トウルビヨン系） / アウトブリード） | ケープオブグッドホープの血統（クラリオン系（トウルビヨン系） / アウトブリード） | （血統表の出典） | （血統表の出典） |
| 父 Inchinor 1990 栗毛                                                           | 父の父Ahonoora 1975 栗毛                                                        | Lorenzaccio                                                                     | Klairon          | Klairon          |
| 父 Inchinor 1990 栗毛                                                           | 父の父Ahonoora 1975 栗毛                                                        | Lorenzaccio                                                                     | Phoenissa        |                  |
| 父 Inchinor 1990 栗毛                                                           | 父の父Ahonoora 1975 栗毛                                                        | Helen Nichols                                                                   | Martial          | Martial          |
| 父 Inchinor 1990 栗毛                                                           | 父の父Ahonoora 1975 栗毛                                                        | Helen Nichols                                                                   | Quaker Girl      |                  |
| 父 Inchinor 1990 栗毛                                                           | 父の母Inchmurrin 1985 鹿毛                                                      | Lomond                                                                          | Northern Dancer  | Northern Dancer  |
| 父 Inchinor 1990 栗毛                                                           | 父の母Inchmurrin 1985 鹿毛                                                      | Lomond                                                                          | My Charmer       |                  |
| 父 Inchinor 1990 栗毛                                                           | 父の母Inchmurrin 1985 鹿毛                                                      | On Show                                                                         | Welsh Pageant    | Welsh Pageant    |
| 父 Inchinor 1990 栗毛                                                           | 父の母Inchmurrin 1985 鹿毛                                                      | On Show                                                                         | African Dancer   |                  |
| 母 Cape Merino 1991 栗毛                                                        | 母の父Clantime 1981 栗毛                                                        | Music Boy                                                                       | Jukebox          | Jukebox          |
| 母 Cape Merino 1991 栗毛                                                        | 母の父Clantime 1981 栗毛                                                        | Music Boy                                                                       | Veronique        |                  |
| 母 Cape Merino 1991 栗毛                                                        | 母の父Clantime 1981 栗毛                                                        | Penny Pincher                                                                   | Constable        | Constable        |
| 母 Cape Merino 1991 栗毛                                                        | 母の父Clantime 1981 栗毛                                                        | Penny Pincher                                                                   | Midnight Dollar  |                  |
| 母 Cape Merino 1991 栗毛                                                        | 母の母Laena 1984 栗毛                                                           | Roman Warrior                                                                   | Porto Bello      | Porto Bello      |
| 母 Cape Merino 1991 栗毛                                                        | 母の母Laena 1984 栗毛                                                           | Roman Warrior                                                                   | Colliers         |                  |
| 母 Cape Merino 1991 栗毛                                                        | 母の母Laena 1984 栗毛                                                           | Poshteen                                                                        | Royal Smoke      | Royal Smoke      |
| 母 Cape Merino 1991 栗毛                                                        | 母の母Laena 1984 栗毛                                                           | Poshteen                                                                        | Camlet F-No.8-e  |                  |